# Wispertaunus
Der Wispertaunus ist eine naturräumliche Untereinheit des westlichen Hintertaunus mit der Gliederungsnummer 304.0. Er liegt zwischen dem Bacharacher Tal (Oberes Mittelrheintal) im  Westen, dem Mittelrheintaunus und der Zorner Hochfläche im Norden, dem Westlichen Aartaunus im Osten und dem Hohen Taunus im Süden.

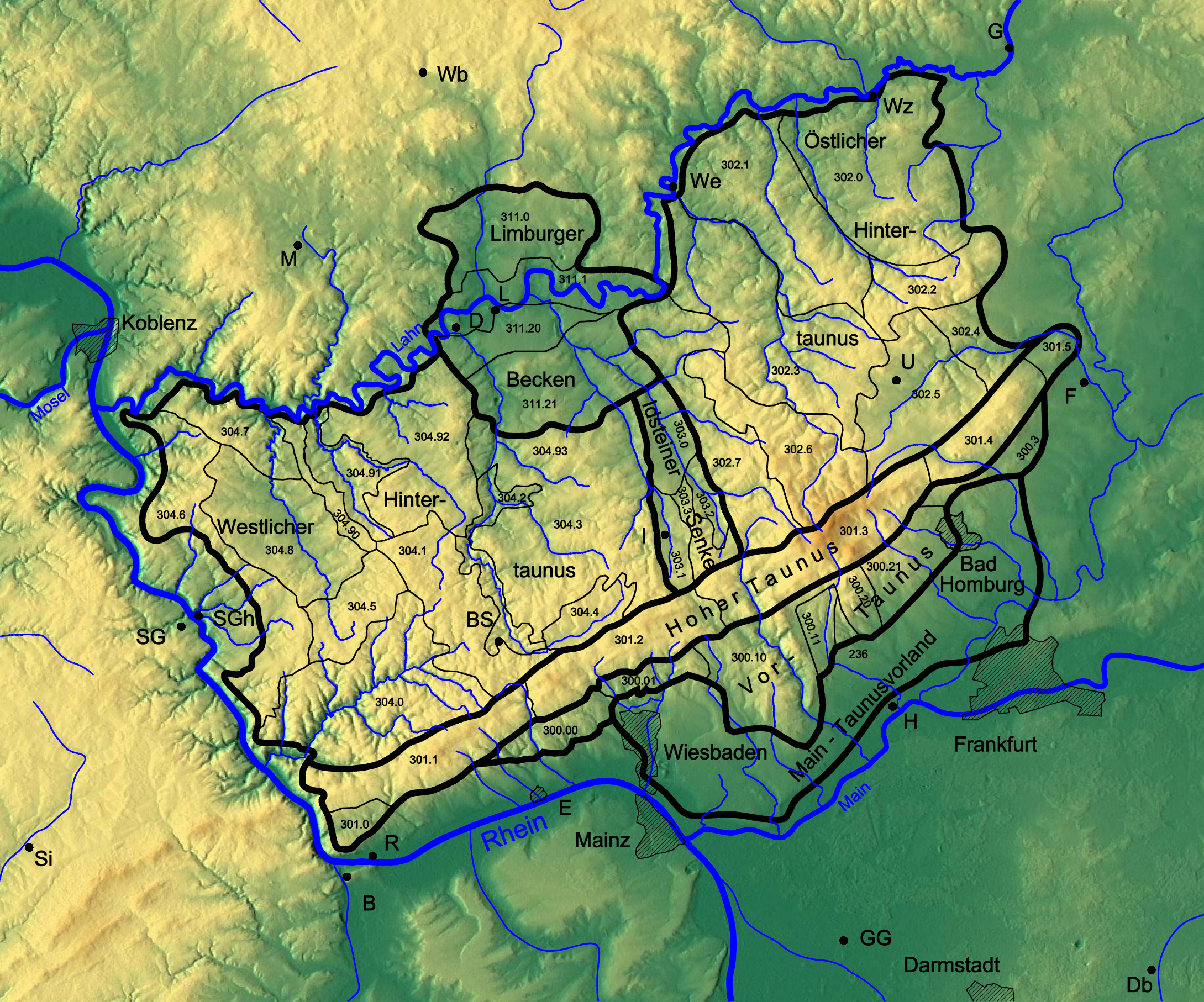
Naturräumliche Gliederung des Taunus

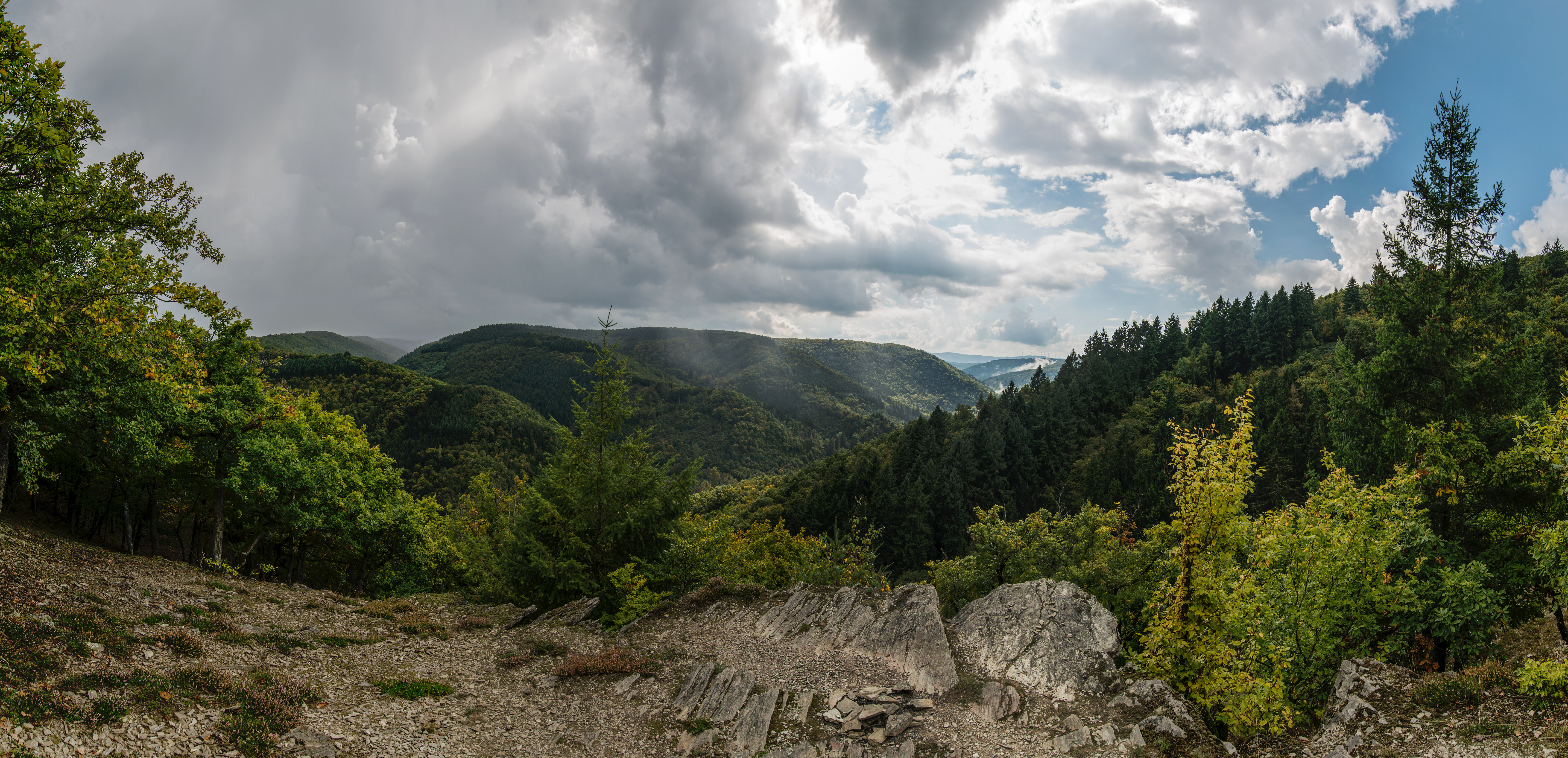
Ausblick vom Wispertalsteig

## Geografie
Der größte Teil des Wispertaunus gehört zum Talsystem der Wisper. Der Wispertaunus hat den Landschaftstyp einer reinen Waldlandschaft, die tief zertalt ist und nur auf wenigen Bergrücken Raum für kleine dörfliche Siedlungen bietet, besonders über den nördlichen rechten Seitentälern. Hier liegen von West nach Ost: Ransel, Wollmerschied, Espenschied, Dickschied, Hilgenroth, Nauroth, Springen und Wisper. In ähnlicher Höhenlage ist über den südlichen linken Seitentälern nur Presberg gelegen. Die Zahl der Talsiedlungen ist wesentlich geringer. Im Nordwesten ist in dem tiefen und engen Einschnitt des Tiefenbach Sauerthal gelegen, weniger wegen geografischer Vorzüge als vielmehr wegen seiner historischen Grenzlage in einem Gebiet einstmals wertvoller Schiefergruben. Auch im Südosten gibt es noch drei Talsiedlungen: Niedergladbach, Obergladbach und Fischbach. Der enge Talgrund der Wisper selbst bietet nur Raum für eine einzige kleine Ortschaft, für Geroldstein. 

## Naturräumliche Lage
- 304 Westlicher Hintertaunus[3]
  - 304.0 Wispertaunus (145,05 km²)

## Fauna und Flora
Im Wispertaunus liegen große zusammenhängende Waldgebiete wie der Hinterlandswald, die diesen Naturraum besonders schutzwürdig machen. Mehr als ein Drittel der Fläche des Wispertaunus ist als FFH-Gebiet ausgewiesen. Zwischen der Mündung des Ernstbachs und der Laukenmühle liegt das 21 Hektar große Naturwaldreservat Wispertal.